# 大江海透
大江 海透（おおえ かいと、2000年1月13日 - ）は、佐賀県神埼郡吉野ヶ里町出身のプロ野球選手（投手・育成選手）。オリックス・バファローズ所属。

## 経歴

### プロ入り前
小学校5年生のときに『三田川少年野球クラブ』で野球を始め、中学時代は『佐賀ドリームス』に所属。
神埼清明高校に進学し、3年夏の県大会では鳥栖商業との2回戦で敗れた。甲子園出場経験はなし。
久留米工業大学機械システム工学科に入学。九州地区大学野球連盟所属の硬式野球部では監督の平嶋千義に「プロに行く」と伝え、常に目的をもって練習していたが、卒業時に12球団から声はかからなかった。ただ、独立リーグなどの複数球団からは声がかかり、2年でNPBに入ると決めて、九州アジアリーグの福岡北九州フェニックス（当時）に入団した。

### 九州アジアリーグ・北九州時代
2022年はキャンプ中の怪我で出遅れ、5月にリリーフで7試合に登板。6月からは先発登板が増加し、この年は22試合に登板した。
チーム名が「北九州下関フェニックス」となった2023年も開幕当初は先発として起用されたが、5月からリリーフに回ると、8月27日の大分B-リングス戦で自己最速の153km/hを計測。この年は44試合に登板して5勝1敗8ホールド2セーブ・防御率2.31、78イニングを投げて90奪三振という成績を残し、最優秀防御率のタイトルを獲得した。
10月26日に開催されたNPBドラフト会議にて、オリックス・バファローズから育成2位指名を受けた。11月7日に支度金300万円・年俸240万円で仮契約を結んだ。背番号は042。

### オリックス時代
2024年はウエスタン・リーグでは19試合の登板で2勝0敗、防御率6.10という成績であった。オフには台湾で行われたアジアウインターベースボールリーグに参加。NPBホワイトの一員として、中継ぎ、抑えで10試合に登板し、1勝0敗、4ホールド、1セーブ、防御率0.75と好成績を収めた。また、12回を投げて14奪三振を記録した。

## 選手としての特徴
持ち球は最速153km/hのストレート、スライダー、フォーク。奪三振能力の高さが持ち味である。

## 詳細情報

### 独立リーグでの投手成績
出典は「一球.com」。
| 年 度     | 球 団     | 登 板 | 先 発 | 完 投 | 完 封 | 無 四 球 | 勝 利 | 敗 戦 | セ 丨 ブ | ホ 丨 ル ド | 勝 率 | 打 者 | 投 球 回 | 被 安 打 | 被 本 塁 打 | 与 四 球 | 敬 遠 | 与 死 球 | 奪 三 振 | 暴 投 | ボ 丨 ク | 失 点 | 自 責 点 | 防 御 率 | W H I P |
| --------- | --------- | ----- | ----- | ----- | ----- | -------- | ----- | ----- | -------- | ----------- | ----- | ----- | -------- | -------- | ----------- | -------- | ----- | -------- | -------- | ----- | -------- | ----- | -------- | -------- | ------- |
| 2022      | 北九州    | 22    | 11    | 0     | 0     | 0        | 6     | 5     | 0        | 2           | .545  | 327   | 76.1     | 71       | 1           | 34       | -     | 2        | 60       | 3     | 0        | 37    | 30       | 3.54     | 1.38    |
| 2023      | 北九州    | 44    | 8     | 0     | 0     | 0        | 5     | 1     | 2        | 8           | .833  | 325   | 78.0     | 68       | 0           | 26       | -     | 3        | 90       | 4     | 0        | 33    | 20       | 2.31     | 1.21    |
| 通算：2年 | 通算：2年 | 66    | 19    | 0     | 0     | 0        | 11    | 6     | 2        | 10          | .647  | 652   | 154.1    | 139      | 1           | 60       | -     | 5        | 150      | 7     | 0        | 70    | 50       | 2.92     | 1.29    |

- 2023年終了時点
- 各年度の太字はリーグ最高

### 背番号
- 17（2022年 - 2023年）
- 042（2024年[12] - ）